# Ennomo
Nella mitologia greca,  Ennomo  (in greco antico: Ἔννομος) era il nome di vari personaggi presenti nella guerra di Troia, scoppiata per colpa del rapimento di Elena, moglie di Menelao un re acheo, effettuato da Paride figlio di Priamo il re del grande regno di Troia. Tale guerra scoppiata fra i due regni viene raccontata da Omero nell'Iliade.

## Il mito
Sotto tale nome ritroviamo soltanto guerrieri che si schierarono dalla parte di Troia:
- Ennomo, condottiero dei Misi;

- Ennomo, guerriero troiano.

### Ennomo di Misia
Ennomo di Misia fu inviato a combattere dal re Telefo, che era parente e alleato di Priamo. Ennomo era un augure che profetizzava osservando il comportamento degli uccelli in volo, spesso esortato da Ettore durante le tante battaglie,  ma alla fine cadde per mano di Achille, che gettò poi il suo cadavere nello Scamandro; non però nella battaglia fluviale descritta nell'Iliade, ma in un poema successivo del ciclo troiano, a noi non pervenuto, mentre nell'Iliade viene fatta solo un'anticipazione della sua morte. 
 " Dei Misi Cromi era a capo, e l'augure Ennomo

ma non per segno d'uccelli fuggì la Parca nera,

cadde sotto la mano dell'Eacide piede rapido

nel fiume, dove uccise tanti altri troiani. " 
(Omero, Iliade, libro II, traduzione di Rosa Calzecchi Onesti)
L'anima di Ennomo non poté raggiungere i cancelli dell'Ade, essendo rimasto insepolto il suo corpo.

### Ennomo di Troia
Ennomo fu un abile guerriero troiano, ucciso da  Odisseo  (Ulisse).

### Fonti
- Omero, Iliade II 858, XI 422, XVII 218.

### Traduzione delle fonti
- Omero, Iliade, quinta edizione, Bergamo, BUR, 2005, ISBN 88-17-17273-1. Traduzione di Giovanni Cerri